# جراحة تغيير الجنس (أنثى-ذكر)
جراحة إعادة تحديد الجنس من امرأة إلى رجل تتضمن العديد من العمليات الجراحية التي تغير المزايا الجسدية لتصبح متناسبةً أكثر مع هوية الرجل المتحول جنسياً وحاجاته الحياتية. الأشخاص غير الثنائيين الذين تحدد جنسهم على أنهم اناث عند الولادة قد يخضعوا أيضاً لهذه العملية.
عادةً تشمل جراحة إعادة تحديد الجنس من امرأة إلى رجل عدة عمليات، كرأب القضيب بطريقة فالوبلاستي، ميتويديوبلاستي، واستئصال المهبل. وفي تعريفات أشمل، قد ترمز هذه الجراحة إلى إعادة عملية إعادة بناء صدر الرجل، إستئصال الرحم، وإستئصال المبيض.
عادةً، يسبق العلاج الهرموني بالتستسترون جراحة إعادة تحديد الجنس.

## عملية إعادة بناء صدر الرجل
تعرف أيضاً بـ «جراحة الجزء العلوي»، وقد تشمل عدة عمليات لإزالة أنسجة الثدي وبناء شكل صدري ذكوري. عمليات التحويل من امرأة إلى رجل تشبه عملية تثدي الرجل وعملية تصغير الثدي لعلاج التضخم عند بعض النساء، وعمليات إستئصال الثدي المستخدمة في سرطان الثدي.
الصدور الكبيرة والمتوسطة الكبر قد تحتاج أحياناً إلى عملية باستخدام شقّين جراحيين، مع تطعيم وإعادة بناء الحلمة والهالة. تسهل هذه العملية القيم بنحت شكل الصدر وتسمح بوضع الحلمات في مكان مشابه للطبيعة، ولكن قد تتسبب بتندب واضح.
أما للصدور الأصغر، فعمليات ما حول الحلمة، أو ما يسمى عمليات «ثقب المفتاح»، يتم خلالها إزالة أنسجة الصدر عبر شق يتم حول الحلمة. هذا ينتج تندب أقل ظهوراً، ولكن قد يتسبب أيضاً بموقع للحلمة متدني أكثر من المعدل، وشكل ليس بمثالي.
عمليات ما حول الحلمة تتسبب بتر الأعصاب الصدرية بنسبة أقل، ويتطلب الإحساس وقت أقل ليعود إلى طبيعته. فقدان الإحساس بنسب متفاوتة هو إحتمال موجود مع أي عمليات إعادة بناء للصدر.

## إستئصال الرحم وإستئصال البوق والمبيض
يمكن إزالة هذه الأعضاء، ويمكن القيام مثلاً بإستئصال جزئي للرحم، وهي عملية يتم من خلالها إزالة جزء من الرحم، بينما يترك عنق الرحم مكانه. أما عندما يتم إزالة عنق الرحم أيضاً، فتسمى هذه العملية «إستئصال كامل للرحم».
بعض الرجال المتحولين يفضلون أن يخضعوا لإستئصال الرحم وإستئصال البوق والمبيض بسبب عدم الإرتياح لامتلاك هذه الأعضاء، أو عندما لا يتوقف الطمث بالرغم من العلاج الهرموني بالتستسترون.
يتم أيضاً القيام بإستئصال الرحم وإستئصال البوق والمبيض لتخفيض خطر الإصابة بسرطان عنق الرحم، سرطان الرحم، وسرطان المبيض، بالرغم من عدم معرفة إذا ما كان خطر الإصابة بسرطان المبيض أعلى، أدنى، أو لا يتغير في المتحولين جنسياً.
بعد إستئصال الرحم وإستئصال البوق والمبيض، يجب على الرجال المتحولين أن يتابعوا مع طبيب نسائي للمعاينة كل ثلاث سنوات. هذه الأمر ضروري خصوصاً لدى الرجال المتحولين الذين:
- يحتفظون بالمهبل
- لديهم تاريخ عائلي من سرطان الثدي، الرحم، أو المبيض.
- لديهم تاريخ شخصي مع السرطانات النسائية، أو خلل التنسّج على لطاخة بابانيكولاو (لطاخة عنق الرحم).

يجب الإنتباه في حال تطوير أي رجل متحول جنسياً نزيف مهبلي بعد إنقطاع الطمث بسبب العلاج الهرموني بالتستسترون، ويجب معاينة المريض حينها من قبل طبيب نسائي. يوازي هذا الأمر النزيف المهبلي الذي يحصل بعد إنقطاع الطمث في سن اليأس عند النساء، حيث قد يدل على سرطانٍ في الجهاز النسائي.

## جراحة الأعضاء التناسلية
تسمى أيضاً جراحة إعادة بناء الأعضاء التناسلية 

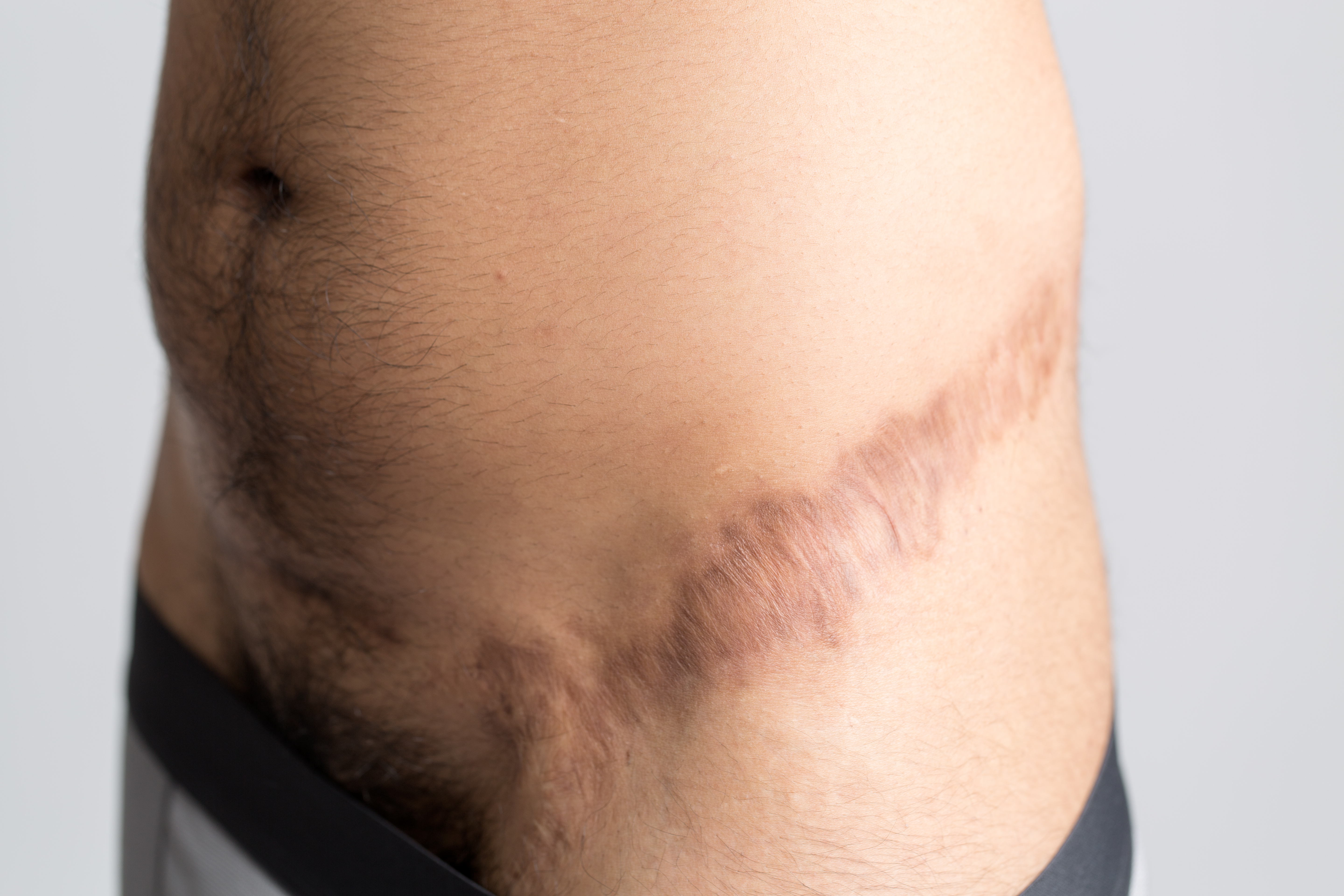
تندب في جلد الورك بعد أخذ سديلة لرأب القضيب

### رأب القضيب بطريقة فالوبلاستي
عملية رأب القضيب أو فالوبلاستي (Phalloplasty بالإنكليزية)، تتضمن بناء قضيب جديد باستخدام سديلة تؤخذ من ساعد المريض، فخده، بطنه، أو ظهره. بالمقارنة مع عملية الميتويديوبلاستي (أنظر في الأسفل)، فالفالوبلاستي تسمح بإنشاء قضيب أكبر وبنتيجة تجميلية أفضل. ولكن، تحمل هذه العملية كلفة أبهظ، ويفتقد القضيب في كثير من الأحيان القدرة على الإنتصاب. ولهذا السبب، يلجأ الكثيرون إلى استخدام بدلة قضيبية اصطناعية لتحسين الإنتصاب والحصول على نتائج بصرية تجميلية أفضل. الشعور الجنسي يبقى عادةً موجوداً في كعب القضيب الجديد، في المكان الأصلي للبظر.

### الميتويديوبلاستي

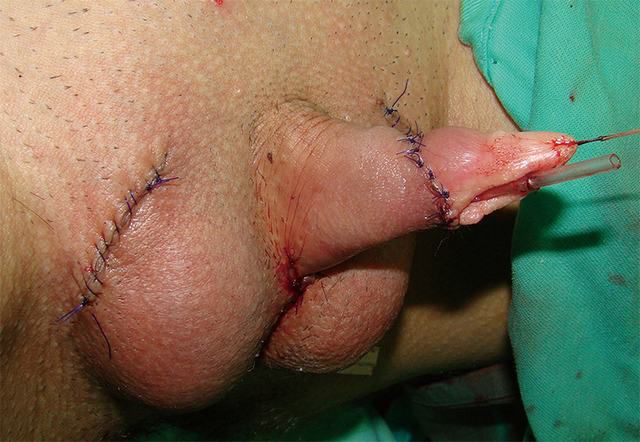
صورة للقضيب خلال عملية الميتويديوبلاستي

يتم إجراء عملية الميتويديوبلاستي بعد تكبير البظر باستخدام العلاج الهرموني بالتستسترون، حيث يتم إنشاء قضيب جديد من البظر المتضخم، مع أو دون تمديد الإحليل للسماح بالتبول وقوفاً. يتم استخدام الشفرين لإنشاء صفن جديد حيث قد يتم زرع بدلة خصية إصطناعية. قد يتراوح حجم القضيب الجديد بين 4 و 10 سم (بمعدل 5.7 سم) ولديه عرض يقارب عرض إبهام بشري. عادةً يتم الحفاظ على الشعور الجنسي والقدرة على الإنتصاب في هذه العملية. قد يتم زراعة بدلة مخصصة للميتويديوبلاستي في المرضى الذين لا يستطيعون تحقيق إنتصاب كافٍ للقيام بالإدخال خلال ممارسة الجنس. [بحاجة لمصدر]

### البدل القضيبية
يتم استخدام البدل القضيبية عادةً في عملية رأب القضيب بطريقة فالوبلاستي بسبب عدم قدرة القضيب الجديد على الإنتصاب بشكل كافٍ. يتم استخدام هذه البدل في الرجال المتوفقين جنسياً لعلاج العنانة (ضعف الإنتصاب)، وفي الرجال المتحولين خلال عملية إعادة تحديد الجنس. يتم عادةً استخدام البدلة ذاتها في الرجال المتوافقين جنسياً والرجال المتحولين، ولكن مؤخراً تم تصميم نماذج مخصصة فقط للرجال المتحولين جنسياً من قبل شركة سويسرية اسمها زيفير للبدل الجراحية، بنوعين أحدهما قابل للنفخ، والآخر غير قبل للنفخ (شبه صلب). في عملية رأب القضيب بطريقة فالوبلاستي، يتم لف السديلة حول البدلة الموضوعة إما في العملية ذاتها، أو في عملية منفصلة لاحقة. يتم استخدام البدل القضيبية بشكل قليل في الميتيديوبلاستي. [بحاجة لمصدر]